# Inter pastoralis officii sollicitudines

Stemma di Papa San Pio X.

Inter plurimas pastoralis officii sollicitudines è un motu proprio sulla musica liturgica della Chiesa cattolica di papa San Pio X, pubblicato il 22 novembre 1903 e più conosciuto dal suo titolo Tra le sollecitudini, derivante dalle parole iniziali in lingua italiana o motu proprio Tra le sollecitudini. Si tratta di uno dei documenti pontifici più importanti riguardo al canto liturgico e  in particolare al canto gregoriano.